# Hypena cholcerica
Hypena cholcerica là một loài bướm đêm trong họ Erebidae.